# زیردریایی یو-۵۸۱
زیردریایی یو-۵۸۱ (به انگلیسی: German submarine U-581) یک زیردریایی بود که طول آن ۶۷٫۱ متر (۲۲۰ فوت ۲ اینچ) بود. این زیردریایی در سال ۱۹۴۱ ساخته شد.